# Fromeréville-les-Vallons
Fromeréville-les-Vallons är en kommun i departementet Meuse i regionen Grand Est (tidigare regionen Lorraine) i nordöstra Frankrike. Kommunen ligger i kantonen Charny-sur-Meuse som tillhör arrondissementet Verdun. År 2022 hade Fromeréville-les-Vallons 212 invånare.

## Befolkningsutveckling
Antalet invånare i kommunen Fromeréville-les-Vallons
| Referens: INSEE |